# Jaunay-Clan
Jaunay-Clan är en kommun i departementet Vienne i regionen Nouvelle-Aquitaine i västra Frankrike. Kommunen ligger i kantonen Saint-Georges-lès-Baillargeaux som tillhör arrondissementet Poitiers. År 2018 hade Jaunay-Clan 6 278 invånare.

## Befolkningsutveckling
Antalet invånare i kommunen Jaunay-Clan
| Referens: INSEE |